# Hall & Oates
Hall & Oates fue un dúo estadounidense de soul formado en Filadelfia en 1970, por Daryl Hall (cantante) y John Oates (guitarra eléctrica y coros). Se estima que el dúo vendió 80 millones de grabaciones a lo largo de su carrera, convirtiéndose en el dúo musical con más ventas de todos los tiempos. Llegaron al número 1 en el Billboard Hot 100 un total de seis veces junto con muchas otras canciones que entraron en el Top 40 de dicha lista. Tienen siete álbumes certificados platino y seis álbumes certificados oro por la RIAA. Este éxito no se reflejó en el Reino Unido, donde nunca llegaron a tener una canción o álbum en el número uno, solo entraron en el Top 10 de la UK Singles Chart un total de dos veces junto con seis sencillos alcanzando el Top 40 de la misma lista y solo dos de sus álbumes entraron en el Top 10 de la UK Albums Chart.
La revista Billboard los nombró en la posición diecisiete en su lista de los "100 más grandes artistas de todos los tiempos". Fueron incluidos en el Salón de la Fama del Rock and Roll en abril de 2014. El 2 de septiembre de 2016 recibieron una estrella en el Paseo de la fama de Hollywood.

## Primeros pasos
Daryl Hall y John Oates se conocieron en el año de 1967 durante una batalla de bandas en la Universidad de Temple, Filadelfia. Hall formaba entonces parte de la banda Gulliver y Oates de los Masters. Las disputas entre los fanes de ambas bandas derivarían en serios incidentes y disparos que obligarían a cada uno de sus integrantes a escapar. Es en este momento en que casualmente Hall y Oates se refugiarían en el ascensor de servicio, lo que los llevó no solo a una larga amistad sino, además, a descubrir que tenían coincidencias en sus proyectos musicales y a formar una nueva banda en conjunto.
Su trabajo pronto llamó la atención de los ejecutivos de Atlantic Records, quienes los contratan, grabando para este sello su primer disco, titulado "Whole Oats", en 1972, el cual no tuvo repercusión. En 1973 aparece "Abandoned Luncheonette", con los mismos resultados. Este disco contiene el tema "She's Gone", compuesto por Hall, e inspirado por la ruptura con su esposa; el tema sería más adelante uno de los clásicos de la banda y su éxito sería reeditado por el grupo Tavares.
En 1974 se edita el álbum "War Babies", el cual repetiría la escasa repercusión de los discos anteriores de la banda, cuestión que llevaría a Atlantic Records a despedirlos de la compañía, lo cual pese a todo no los desalentó.

## Llega el éxito
En 1975, la compañía RCA los contrató, editando ese año el álbum "Daryl Hall and John Oates". Este disco constituye el primer éxito masivo del dúo. En este álbum aparece la balada "Sara Smile", escrito por Hall para su pareja y colaboradora Sara Allen, con el cual por primera vez llegan a la lista US Hot Ten (4º lugar).
Sin embargo, es el álbum "Bigger Than Both of Us", publicado en 1976, el que los lanza a la fama mundial y definitiva, llegando este álbum a la categoría de multiplatino y comunicando su éxito a los demás discos de la banda, llevándolos a la categoría de oro (el tema "She's Gone" llegaría a consecuencia de este fenómeno al 7º lugar del ranking). "Bigger Than Both of Us" contiene el tema "Rich Girl", que constituye el primer N.º 1 en la historia de la banda. El segundo sencillo de este disco "Do What You Want, Be What You Are", no solo es una expresión del dominio del R&B en el trabajo del dúo, sino además una sólida demostración de la calidad vocal de Hall.
Sin embargo, el éxito de "Bigger Than Both of Us" no sería permanente, ya que los restantes álbumes de la banda en los setenta no lograrían repercusión y constituirían un fracaso de sus aspiraciones. De esta época destaca el álbum "Livetimes", el primer registro en vivo de la banda, donde queda en evidencia la calidad vocal e instrumental de la misma y la importancia que Hall y Oates daban a sus presentaciones en vivo.

## La máquina de hacer éxitos
En 1980, Hall y Oates deciden dar un giro en su trabajo y por primera vez asumen la producción de sus álbumes. Es de esta forma como sale a la venta "Voices", uno de los trabajos más exitosos del grupo, que llega nuevamente a la categoría multiplatino y que aporta el éxito "Kiss on My List", el segundo número uno de la banda. Otros dos temas del disco, "How Does It Feel to be Back" y "You've Lost That Lovin' Feelin" (este último una versión de la banda Righteous Brothers), llegarían a la lista Hot 100 y además se repetiría el mismo efecto que con "Bigger Than Both of Us": los demás discos de la banda alcanzaron también la categoría de oro.
En "Voices" aparece también el tema "Everytime You Go Away", que aunque pasó desapercibido en su versión original, se convertiría en N.º 1 en 1985 en la versión del cantante inglés Paul Young, del album The Secret of Association de este último. 
"Voices" sería además el primer disco de la banda reconocido masivamente a nivel mundial y sería el comienzo de la época dorada de la banda, donde literalmente todo lo que grababa se convertía en éxito masivo.
En esta misma época Hall lanza su primer álbum solista, "Sacred Songs", en colaboración con Robert Fripp, el cual tuvo escaso éxito.
En 1981 Hall & Oates lanzan el álbum "Private Eyes", otro multiplatino que superaría el éxito de todos sus álbumes anteriores. Este disco contiene los N.º 1 "Private Eyes" y " I Can't Go for That", y de los Top 10 "Did It in a Minute". El éxito de este álbum lleva a Hall & Oates a la nominación al Grammy y a obtener por primera vez en 1982 el American Music Award a la banda más popular.
La seguidilla de éxitos continuaría en 1982 con el álbum "H2O", también multiplatino, y que contiene el tema "Maneater", el cual es considerado el tema más representativo y exitoso de la banda, manteniéndose por cuatro semanas en el N.º 1 del ranking Hot 100 de la revista Billboard. "H2O" contiene además la conmovedora balada "One on One" que llegó en el Hot 10 y "Family Man". Nuevamente, Hall & Oates ganan en 1983 el American Music Award por segundo año consecutivo.
A estas alturas, el sello de los álbumes de Hall & Oates estaba marcado, la fortaleza vocal de Hall unido a los coros de Oates y al trabajo de los músicos de la banda, todos escogidos dentro de los más selecto del mercado de músicos de sesión y todos con voces más que aceptables, hacían del sonido de Hall & Oates comercial pero sumamente agradable al oído. Hall muestra en particular una extraordinaria destreza vocal a la hora de pasar con extrema facilidad de un tono a otro.
En 1982 Hall & Oates se embarcarían en una gira mundial, "Rock and Soul Live", cuya presentación en Montreal sería llevada al video y donde se exhibe plenamente la calidad de la banda.

## En la cúspide
A fines de 1983, el dúo lanza el álbum "Rock and Soul Part I", que es una recopilación de los grandes éxitos de la banda más dos temas inéditos, "Say It Isn't So", que llegaría al N.º 2 del ranking Hot 100 y "Adult Education", que alcanzó el puesto N.º 8, un tema orientado al funk. En abril de 1984, la Recording Industry Association of America declaró que Hall & Oates habían superado a los Everly Brothers y que se habían transformado en el dúo más exitoso de la historia de la música.
Este éxito sería confirmado por el álbum "Big Bam Boom", realizado a mediados de 1984, y que contiene el N.º 1 "Out of Touch", el Hot 10 "Method of Modern Love" y los Hot 100 "Some Things are Better Left Unsaid" y "Possession Obsession".
Los dos últimos álbumes alcanzarían nuevamente el estatus de multiplatino y la banda logra en 1984 obtener por tercera vez consecutiva el American Music Award a la banda más popular.
En 1985, participan en el proyecto musical "USA for Africa" con Hall como solista y Oates con uno de los miembros del coro.

## Las cosas cambian
A esas alturas, tanto Daryl Hall y John Oates, millonarios gracias a las utilidades reportadas por la venta de sus álbumes y literalmente reconocidos en todo el mundo, comenzaron a revaluar sus carreras. Lo habían logrado casi todo luego de un trabajo incesante. De alguna forma comenzaron, especialmente Hall, a sentir la necesidad de hacer un giro en estilo, y es en este marco que luego de descubrir que producir un nuevo álbum, bajo los estándares de los trabajos anteriores, no les resultaba satisfactorio, decidieron separar caminos.
En 1985 Hall & Oates publicaron su último álbum en vivo, "Live at The Apollo", en el cual, junto con algunos de sus éxitos, homenajean a dos de sus ídolos de The Temptations, David Ruffin y Eddie Kendricks (este disco sería al mismo tiempo editado en video). Con estos emprenden una gira que culmina en el recital Live Aid. Sus fanáticos no sabían que esta era una gira de despedida, ya que una vez terminada Hall & Oates se separan.

## Nuevos tiempos
A partir de 1985, Hall y Oates buscan nuevos caminos. Oates participa en la banda sonora de una película, coescribe junto al grupo australiano Ice House el hit "Electric Blue" y produce el primer álbum del grupo canadiense "The Parachute Club" y además se dedica a los negocios. Hall, en cambio, emprende una nueva aventura musical junto a Dave Stewart, del dúo Eurythmics, y el bajista de la banda Tom "T-Bone" Wolk, editando en 1986 el álbum "Three Hearts in The Happy Ending Machine", que contiene el Hot 10 "Dreamtime" y los Hot 100 "Foolish Pride" y "Someone Like You". Pese a ello el álbum tendría una fría recepción del público y no resultaría convincente para RCA, pero sí demostraría un giro en la carrera de Hall, que ya no persigue el éxito como norte a la hora de grabar. El álbum, que recibiría buenas críticas, de todas formas no satisfaría las expectativas de Hall.

## El regreso
En 1987, Hall y Oates son convocados para grabar la banda sonora de la película de Eddie Murphy Superdetective en Hollywood II, lo que los volvería a unir en un estudio de grabación. Fruto de esta colaboración nace el tema "Downtown Life", que gustó tanto al dúo que abandonaron la banda sonora de la película y se decidieron a grabar un nuevo álbum juntos. Es así como en 1988 aparece el álbum "Ooh Yeah", esta vez bajo el sello de Arista Records, nuevamente multiplatino, y el cual contiene el N.º 3 "Everything Your Heart Desire" y los Top 100 "Missed Oportunity" y el propio "Downtown Life". Luego de esto, el dúo se embarcaría nuevamente en una gira mundial.
Este álbum estaba orientado al R&B y marcaría la tendencia de los próximos trabajos de la banda, sustancialmente dirigidos a un público más adulto.
Sin embargo, las tendencias musicales habían cambiado y la popularidad del dúo bajaba, pero más aún Hall y Oates no estaban esta vez dispuestos a ceder en lo que a ellos les gustaba grabar por lograr el éxito fácil como en antaño.
En 1990 Hall & Oates publican "Change of Season", un disco que confirmaría la tendencia en cuanto a la baja de su popularidad y en cuanto a la orientación del trabajo del dúo. Pese a ello, el tema "So Close", coescrito con Jon Bon Jovi, llegaría al N.º 11 del Hot 100.
Después de este álbum comenzaría un período de silencio, lo que no evitaría reiteradas reuniones para presentaciones en vivo donde quedaría demostrado que el público no los olvidaba.
En 1993, Daryl Hall, ahora con residencia en Londres, lanza el álbum en solitario "Soul Alone", otro disco de R&B con ciertas reminiscencias de jazz, que recibiría buenas críticas pero con escaso éxito, salvo en Japón, donde el tema "I'm in a Philly Mood" llegaría al N.º 1 en las listas. Este disco contiene la canción "Written in Stone", dedicado a Janna Allen, hermana de su pareja, muerta ese año de leucemia y que formó parte desde ese momento de uno más de los muchos éxitos de la banda.
En 1994, Daryl Hall interpreta el tema himno del Campeonato Mundial de Fútbol de Estados Unidos, titulado "Gloryland".

## Adultos contemporáneos

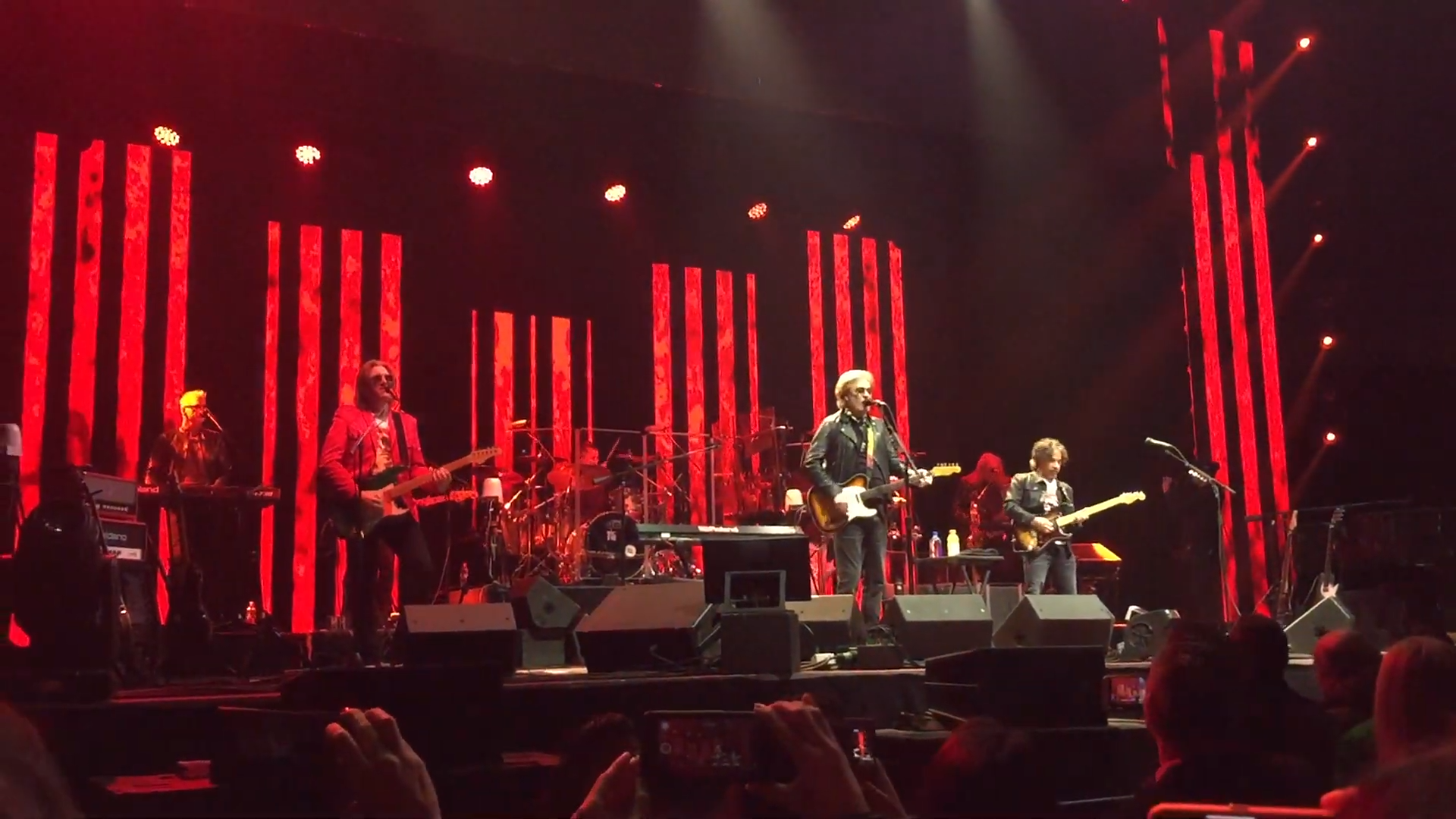
Daryl Hall & John Oates, Movistar Arena, Santiago de Chile, junio de 2019.

En 1997 Daryl Hall & John Oates publican el álbum "Marigold Sky", orientado al público adulto joven, que no tendría los resultados esperados pero que contiene el éxito "Promise Ain't Enough", ubicado en las listas de adultos contemporáneo.
Ese mismo año Hall lanza en Japón el disco "Can't Stop Dreaming", que contiene el éxito "Cab Driver" y una reedición del tema "She's Gone". Este disco sería editado en Estados Unidos en 2003.
Ese mismo año John Oates publica su único álbum en solitario, "Phunk Shui", en el que muestra su habilidad como intérprete y compositor.
En 2003 sale a la venta el disco "Do It For Love", bajo el sello U-Watch, cuyo éxito homónimo llega al N.º 1 en el ranking de adultos contemporáneo. Otro tema de este disco, "Forever for You", llega al N.º 6 del mismo ranking y la banda se lanza nuevamente en una gira mundial, aunque esta vez para un público mucho más adulto.
En 2004, la banda lanza el disco de versiones "Our Kind of Soul", que les permite colocar en los Hot 100 el tema "I'll Be Around" (5º en el ranking de adultos contemporáneo). Este disco incluye además el tema "I Can Dream About You", de Dan Hartman. Hall confesaría al respecto que Hartman había escrito la canción originalmente para ellos y que por razones de espacio no fue incluida en el disco "Big Bam Bum". Este tema sería después popularizado por el propio Hartman en la banda sonora de la película Streets of Fire.
Estos últimos álbumes demuestran no solo la vigencia de la banda, sino la superación de la misma, ya que evidentemente se mantiene el sello a la hora de entregar un excepcional trabajo vocal y una notable elección de los músicos (dos de ellos, Tom "T-Bone" Wolk en bajo y Charlie DeChant en saxo y teclados, los acompañan casi desde sus orígenes). Los trabajos de esta etapa se consideran entre los mejores de la banda.
El dúo realizó una gira promoviendo este trabajo y en 2005 editaron el DVD "Our Kind of Soul Live" con los temas de su último álbum interpretados en vivo. Este DVD tiene la particularirdad de haber sido grabado en vivo en un pub en las Bahamas.
"Our Kind of Soul", bien recibido por la crítica, pudo ser más exitoso, pero las expectativas se vieron duramente reducidas debido a que la salud de Hall fue afectada en medio de la gira promocional por el mal de Lyme, que lo dejó fuera de los escenarios por varias semanas.
En octubre de 2006, Daryl Hall y John Oates lanzan el álbum "Home for Christmas". Esta producción, parte de cuyas utilidades fueron donadas a entidades benéficas, contiene canciones de Navidad, nuevas y versiones, adaptadas al estilo del dúo. En diciembre del mismo año, el tema "It Came Upon a Midnight Clear" alcanzó el N.º 1 en el ranking de adultos contemporáneo.
En noviembre de 2007, Hall crea el sitio web "Live from Daryl's House", que contiene un recital acústico grabado en su propia casa.
El 17 de diciembre de 2013, se anuncia el ingreso de Daryl Hall & John Oates al Salón de la Fama del Rock and Roll, junto a Nirvana, Peter Gabriel, Kiss, Cat Stevens y Linda Ronstadt.
En abril de 2018, en conjunto con la banda Train, Hall & Oates lanzan su primer sencillo desde el año 2003, "Philly Forget Me Not".

## Separación
En noviembre del 2023. Daryl Hall presentó una demanda contra su excompañero de banda John Oates en el tribunal de cancillería de Nashville. Alegando el incumplimiento del contrato que el dúo firmó sobre los derechos de su música.
En abril de 2024, Oates en una entrevista para Rolling Stone declaró que el dúo definitivamente no volverá.

## Discografía
- 1972 Whole Oats
- 1973 Abandoned Luncheonette
- 1974 War Babies
- 1975 Daryl Hall & John Oates
- 1976 Bigger Than Both of Us
- 1977 No Goodbyes
- 1977 Beauty on a Back Street
- 1978 Livetime
- 1978 Along the Red Ledge
- 1979 X-Static
- 1980 Voices
- 1981 Private Eyes
- 1982 H2O
- 1983 Rock 'n Soul Part 1
- 1984 Big Bam Boom
- 1985 Live at the Apollo!
- 1988 Ooh Yeah!
- 1990 Change of Season
- 1997 Marigold Sky
- 2001 The Very Best of Daryl Hall/John Oates
- 2002 Hall & Oates: Behind the Music
- 2003 Do It For Love
- 2004 Our Kind of Soul
- 2004 Ultimate Daryl Hall + John Oates (2CD)
- 2006 Home for Christmas
- 2008 Live at the Troubadour

## Sencillos Hot 100 (Estados Unidos)
- 1974 "She's Gone" (#60)
- 1976 "Sara Smile" (#4)
- 1976 "She's Gone" (re editado) (#7)
- 1976 "Do What You Want, Be What You Are" (#39)
- 1977 "Rich Girl" (#1, dos semanas)
- 1977 "Back Together Again" (#28)
- 1977 "It's Uncanny" (#80)
- 1977 "Why Do Lovers (Break Each Other's Heart?)" (#73)
- 1978 "It's A Laugh" (#20)
- 1979 "I Don't Wanna Lose You" (#42)
- 1980 "Wait For Me" (#18)
- 1980 "How Does It Feel To Be Back" (#30)
- 1980 "You've Lost That Lovin' Feeling" (#12)
- 1981 "Kiss on My List" (#1, tres semanas)
- 1981 "You Make My Dreams" (#5)
- 1981 "Private Eyes" (#1, dos semanas)
- 1982 "I Can't Go For That (No Can Do)" (#1, una semana)
- 1982 "Did It In A Minute" (#9)
- 1982 "Your Imagination" (#33)
- 1982 "Maneater" (#1, cuatro semanas)
- 1983 "One On One" (#7)
- 1983 "Family Man" (#6)
- 1983 "Say It Isn't So" (#2)
- 1984 "Adult Education" (#8)
- 1984 "Out Of Touch" (#1, dos semanas)
- 1985 "Method Of Modern Love" (#5)
- 1985 "Some Things Are Better Left Unsaid" (#18)
- 1985 "Possession Obsession" (#30)
- 1985 "A Nite At the Apollo Live! The Way You Do the Things You Do / My Girl" (con David Ruffin & Eddie Kendrick) (#20)
- 1988 "Everything Your Heart Desires" (#3)
- 1988 "Missed Opportunity" (#29)
- 1988 "Downtown Life" (#31)
- 1990 "So Close" (#11)
- 1991 "Don't Hold Back Your Love" (#41)
- 2005 "I'll Be Around" (#97)

## Sencillos (Adulto Contemporáneo Estados Unidos)
- 2003 "Do it for Love" (#1, una semana)
- 2003 "Forever for you" (#6)
- 2003 "Man On a Mission" (#13)
- 2004 "Getaway Car" (#22)
- 2004 'll Be Around" (#5)
- 2005 "Ooh Child" (#18)
- 2006 "It Came Upon A Midnight Clear" (#1)